# Ziemianka
Ziemianka – prymitywne schronienie wykopane w ziemi, przeważnie przykryte gałęziami i poszyciem leśnym lub odchodami zwierzęcymi w formie stałej, niekiedy wyposażone w piec gliniany. 
Używane były między innymi przez plemiona germańskie i słowiańskie, przetrwały po dziś dzień na całym świecie jako przechowalnia pożywienia w okresie zimowym, schronienia myśliwskie, a nawet jako mieszkanie dla ludzi. 

## Galeria

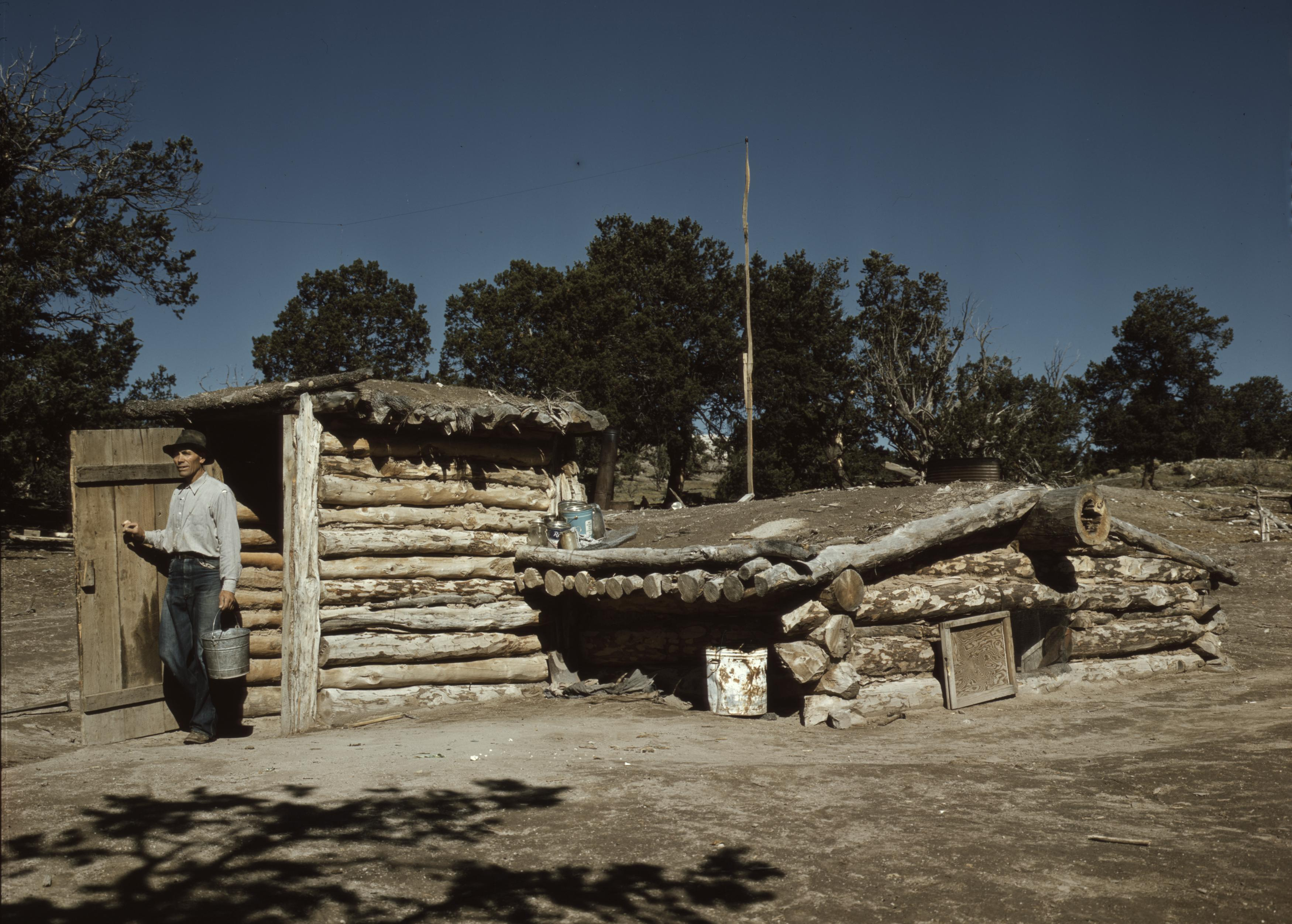
Ziemianka (Nowy Meksyk)
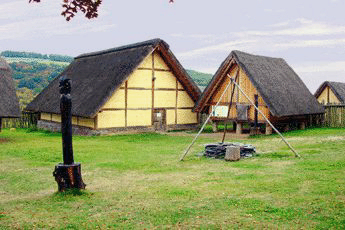
Celtycka ziemianka (rekonstrukcja)
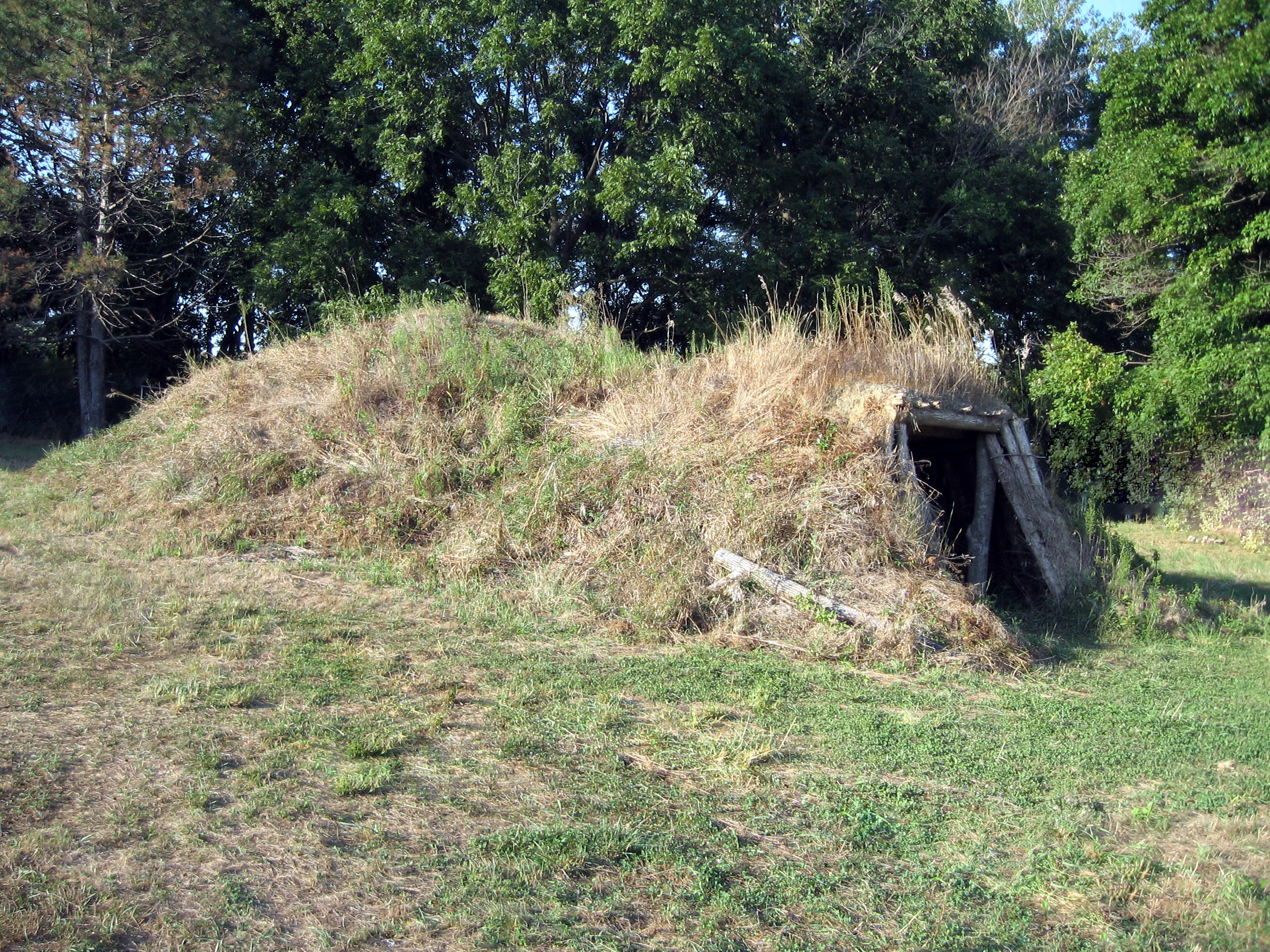
Ziemianka neolityczna (rekonstrukcja), Glenwood, Iowa, Stany Zjednoczone
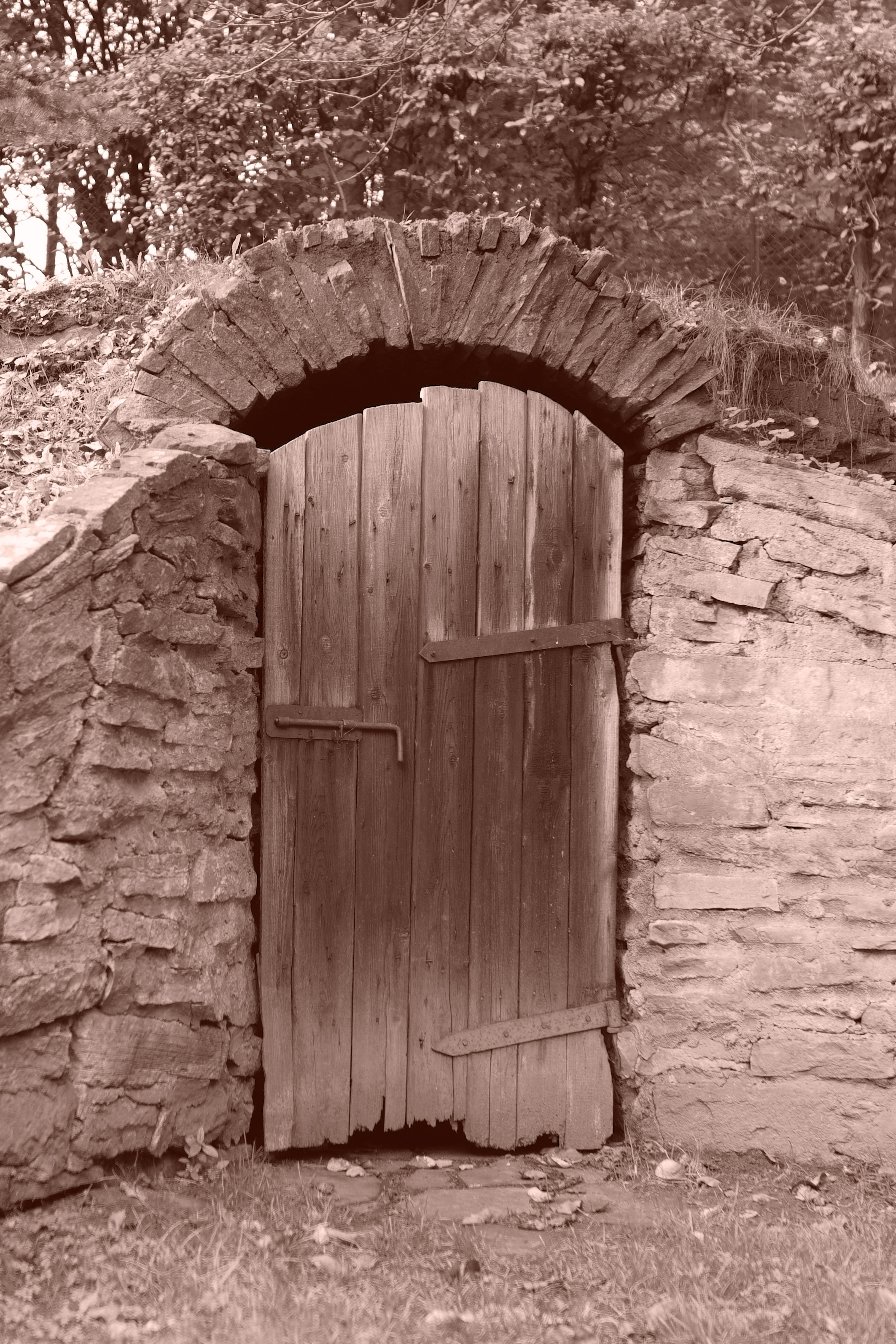
Piwniczka w ogrodzie. Muzeum Dwór w Stryszowie Oddział Zamku Królewskiego na Wawelu.